# Vasilios Makridis
Vasilios „Vasilis“ Makridis (griechisch Βασίλειος Μακρίδης, * 27. März 1939 in Veria) ist ein ehemaliger griechischer Skirennläufer und Biathlet.

## Werdegang
Während seiner Karriere hat Makridis nie an einem vom Weltskiverband ausgetragenen Wettbewerb teilgenommen, nahm aber an den IX. Olympischen Winterspielen in Innsbruck 1964 teil. Dort wurde er 78. im Riesenslalom. Im Slalom schied Makridis bereits in der zweiten Qualifikationsrunde aus und belegte damit am Ende den 56. Platz.

## Erfolge

### Olympische Winterspiele
(zählten zugleich als Weltmeisterschaften)
- Innsbruck 1964: 78. Riesenslalom, 56. Slalom